# Hermann Pfrogner
Hermann Pfrogner (* 17. Januar 1911 in Graz; † 14. Dezember 1988 in Konstanz) war ein österreichischer Jurist, Musiktheoretiker und Hochschullehrer.

## Leben
Pfrogner ist als Sohn eines Offiziers zunächst in Riva am Gardasee, dann nach Kriegsausbruch in Wien (der Heimatstadt seiner Mutter) und ab 1917 in Innsbruck aufgewachsen. Dort besuchte er von 1921 an bis 1929 das humanistische Gymnasium sowie, als Klavierschüler, das dortige Konservatorium.
Nach dem Abitur konnte er einen der raren Studienplätze an der Staatsakademie für Musik und darstellende Kunst in Wien ergattern, wo er sich für Klavier, Kontrapunkt und Komposition (bei Joseph Marx) einschrieb. Daneben studierte er, den Eltern zuliebe, an der Universität Wien, wo er 1934 zum Dr. jur. promovierte. Im gleichen Jahr schloss er sein Musikstudium mit einem Diplom für Musiktheorie ab. Zunächst arbeitete er als Finanzjurist in Wien und dann – gleichzeitig mit dem Kriegsbeginn – in Göppingen. Der Musik widmete er sich nur noch in der Freizeit; sich selbst fühlte er „zum Berufsmusiker in keiner Weise geeignet“. Im Dezember 1940 wurde er zum Kriegsdienst eingezogen, wo er zum Funker ausgebildet wurde. Nach dem Krieg zunächst noch in sowjetische Gefangenschaft geraten, kehrte er im September 1945 nach Wien zurück. Er studierte nochmals zwei Jahre Musikwissenschaft, diesmal an der Universität, und schloss mit einer Arbeit über Bachs Musikalisches Opfer ab.
Danach wirkte er als freier Musikschriftsteller und Vortragsreisender; sein Buch Die Zwölfordnung der Töne (1953) machte ihn als modernen Musiktheoretiker bekannt. 1950 begegnete er Anny von Lange, die ihn in die Anthroposophie einführte; neben Rudolf Steiner waren auch Jean Gebser und Josef Matthias Hauer wichtige Anreger. 1958 bekam er endlich einen Lehrauftrag für Neue Musik an der Akademie der Tonkunst in München, wo er 1970 zum Professor ernannt wurde. 1974 verließ er diese aus gesundheitlichen Gründen und zog sich nach Söhnstetten zurück, wo er sich bis zu seinem Tod seinem schriftstellerischen Werk widmete. Seit seiner Begegnung mit dem in der anthroposophischen Heilpädagogik tätigen Arzt Hans Heinrich Engel im Jahr 1963 widmete er sich zunehmend auch musiktherapeutischen und musikanthropologischen Fragestellungen.
Zu den Schülern von Hermann Pfrogner zählen u. a. die Komponisten Nicolaus A. Huber (* 1939), Wilfried Hiller (* 1941), Peter Kiesewetter (1945–2012) und Rudi Spring (* 1962).

## Zitate
Im Vorwort zu „Lebendige Tonwelt“ (S. 10) schreibt er: Der geneigte Leser wird alsbald gewahren, dass im Laufe der Darstellungen immer wieder auf zwei Gewährsmänner Bezug genommen wird, denen der Verfasser sich zu tiefem Dank verpflichtet weiß: das ist auf musikwissenschaftlichem Gebiet Jacques Samuel Handschin, der als wahrer Doyen seines Fachs den Lehrstuhl an der Universität Basel innehatte, und auf geisteswissenschaftlichem Gebiet Rudolf Steiner, ohne dessen auf ältesten Weisheitslehren der Menschheit fußendes und sie völlig selbständig in die Gegenwart weiterführendes Menschenbild dieses Buch nicht zu denken wäre.
Zitat zum Thema Naturtonreihe: Die Schwingungszahlen der Naturtonreihe folgen einander nach dem Gesetz der arithmetischen, also der Überteiligkeitsreihe. Insofern stellt die Naturtonreihe die physikalische Abschattung mathematischer Gesetzlichkeiten dar. Wir sagen dies durchaus mit Bedacht. Sind doch die musikalischen Intervallproportionen, wie 1:2 (Oktave), 2:3 (Quinte), 3:4 (Quarte) primär geistige Qualitäten und als solche vorerst mathematisch und  erst sekundär physikalisch anzuschauen. Wir wissen uns da durchaus mit J. Handschin einig, der hier einen denkbar rigorosen Standpunkt bezieht. Er sieht die Bedeutung der Naturtonreihe ausschließlich „auf dem Gebiet der Klangfarbe. Haben wir es dagegen mit den Tönen unabhängig von der Klangfarbe zu tun, dann stehen wir vor Zahlenverhältnissen.“ („Lebendige Tonwelt“, S. 207)

## Werke
- Von Wesen und Wertung neuer Harmonik, Steeger, Bayreuth 1949
- Die Zwölfordnung der Töne, Amalthea, Zürich 1953
- Musik. Geschichte ihrer Deutung,. Orbis academicus Band I/4. Verlag Karl Alber, Freiburg/München 1954
- Der zerrissene Orpheus. Tonalität – Atonalität – Elektronik, Verlag Karl Alber, Freiburg/München 1957
- Lebendige Tonwelt. Zum Phänomen Musik, Langen Müller, München und Wien 1976 (Reprint-Ausgabe, Weilheim/Teck 2010)
- Die sieben Lebensprozesse. Eine musiktherapeutische Anregung, Die Kommenden, Freiburg 1978
- Leben und Werk. Versuch einer Lebensbeschreibung, Novalis, Schaffhausen 1985
- Zeitwende der Musik. Rückblicke – Ausblicke, Langen Müller, München und Wien 1986
- Christoph Peter (1927-1982) [Hrsg. von Veronika Peter Selbstverlag der Herausgeberin, Stuttgart ca. 1986]
- Die drei Lebensaspekte in der Musik, Novalis, Schaffhausen 1989
- TAO. Ein Vermächtnis, Novalis, Schaffhausen o. J. (1986)

Seine wichtigsten Veröffentlichungen in Zeitschriften hat der Autor mit aufgelistet in: Leben und Werk, S. 55–57.